# Danh sách cầu thủ tham dự Cúp bóng đá châu Á 1996
Đây là danh sách các đội hình tham dự Cúp bóng đá châu Á 1996 diễn ra ở Các Tiểu Vương quốc Ả Rập Thống nhất. Cầu thủ được đánh dấu (c) là đội trưởng của đội tuyển quốc gia đó. Số trận ra sân được tính đến khi giải đấu bắt đầu, bao gồm cả các trận giao hữu trước giải. Tuổi của cầu thủ là tuổi tính đến ngày giải đấu khai mạc, ngày 4 tháng 12 năm 1996.

## Bảng A

### Indonesia
Huấn luyện viên:  Danurwindo

| Số | VT | Cầu thủ              | Ngày sinh (tuổi)            | Trận | Bàn | Câu lạc bộ              |
| -- | -- | -------------------- | --------------------------- | ---- | --- | ----------------------- |
| 1  | TM | Kurnia Sandy         | 24 tháng 8, 1975 (21 tuổi)  |      |     | Pelita Jaya             |
| 2  | HV | Agung Setyabudi      | 2 tháng 11, 1972 (24 tuổi)  |      |     | Arseto Solo             |
| 3  | HV | Suwandi Siswoyo      | 10 tháng 3, 1972 (24 tuổi)  |      |     | Petrokimia Putra Gresik |
| 4  | HV | Yeyen Tumena         | 16 tháng 5, 1976 (20 tuổi)  |      |     | PSM Makassar            |
| 5  | HV | Aples Gideon Tecuari | 21 tháng 4, 1973 (23 tuổi)  |      |     |                         |
| 6  | HV | Sudirman             | 24 tháng 4, 1969 (27 tuổi)  |      |     |                         |
| 7  | TĐ | Widodo Putro         | 8 tháng 11, 1970 (26 tuổi)  |      |     | Petrokimia Putra        |
| 8  | TĐ | Ronny Wabia          | 23 tháng 6, 1970 (26 tuổi)  |      |     | Persipura Jayapura      |
| 9  | HV | Budiman Yunus        | 5 tháng 8, 1972 (24 tuổi)   |      |     | Bandung Raya            |
| 10 | TĐ | Indriyanto Nugroho   | 14 tháng 9, 1976 (20 tuổi)  |      |     |                         |
| 11 | TV | Bima Sakti           | 23 tháng 1, 1976 (20 tuổi)  |      |     | Pelita Jaya             |
| 12 | TV | Chris Yarangga       | 21 tháng 2, 1973 (23 tuổi)  |      |     | Persipura Jayapura      |
| 14 | TĐ | Ansar Razak          |                             |      |     | PSM Makassar            |
| 15 | TV | Francis Wewengkang   | 10 tháng 1, 1971 (25 tuổi)  |      |     | Persma Manado           |
| 16 | HV | Marzuki Badriawan    | 20 tháng 10, 1967 (29 tuổi) |      |     | Mitra Surabaya          |
| 17 | HV | Ritham Madubun       | 1 tháng 4, 1971 (25 tuổi)   |      |     | Persipura Jayapura      |
| 18 | TV | Supriyono            |                             |      |     |                         |
| 20 | TM | Hendro Kartiko       | 24 tháng 4, 1973 (23 tuổi)  |      |     | Mitra Surabaya          |

### Kuwait
Huấn luyện viên:  Milan Macala

| Số | VT | Cầu thủ             | Ngày sinh (tuổi)            | Trận | Bàn | Câu lạc bộ  |
| -- | -- | ------------------- | --------------------------- | ---- | --- | ----------- |
| 1  | TM | Khaled Al Fadhli    | 15 tháng 5, 1974 (22 tuổi)  |      |     | Al Kuwait   |
| 2  | HV | Osama Abdullah      | 11 tháng 8, 1970 (26 tuổi)  |      |     | Al Arabi    |
| 3  | HV | Jamal Mubarak       | 21 tháng 3, 1974 (22 tuổi)  |      |     | Al Qadesiya |
| 4  | HV | Yousif Al Dakhi     | 2 tháng 8, 1973 (23 tuổi)   |      |     | Kazma       |
| 5  | TĐ | Mohammad Al Khaledi | 13 tháng 2, 1971 (25 tuổi)  |      |     | Al Qadesiya |
| 6  | TV | Wail Al Habashi     | 8 tháng 8, 1964 (32 tuổi)   |      |     | Jahra       |
| 7  | TV | Badr Haji           | 19 tháng 12, 1967 (28 tuổi) |      |     | Kazma       |
| 9  | TĐ | Bashar Abdulaziz    | 12 tháng 10, 1977 (19 tuổi) |      |     | Salmiah     |
| 10 | TĐ | Khaled Fairouz      |                             |      |     | Yarmook     |
| 11 | TV | Abdullah Wabran     | 7 tháng 2, 1971 (25 tuổi)   |      |     | Al Arabi    |
| 12 | TV | Fawaz Al Ahmad      | 9 tháng 11, 1969 (27 tuổi)  |      |     | Kazma       |
| 14 | TV | Ayman Al Husaini    | 22 tháng 11, 1967 (29 tuổi) |      |     | Kazma       |
| 15 | HV | Ali Mohammad        |                             |      |     | Al Kuwait   |
| 16 | HV | Sami Al Lenqawi     |                             |      |     | Al Arabi    |
| 17 | TV | Esam Sakeen         | 2 tháng 6, 1971 (25 tuổi)   |      |     | Kazma       |
| 18 | HV | Waleed Mubarak      | 5 tháng 3, 1969 (27 tuổi)   |      |     |             |
| 19 | TĐ | Hani Al Saqer       | 8 tháng 1, 1973 (23 tuổi)   |      |     | Al Qadesiya |
| 20 | TĐ | Jassem Al Houwaidi  | 28 tháng 10, 1972 (24 tuổi) |      |     | Salimah     |
| 21 | TM | Falah Al Majidi     | 13 tháng 11, 1970 (26 tuổi) |      |     |             |
| 22 | TM | Husain Al Mekaimi   |                             |      |     |             |

### Hàn Quốc
Huấn luyện viên:  Park Jong-Hwan

| Số | VT | Cầu thủ         | Ngày sinh (tuổi)            | Trận | Bàn | Câu lạc bộ              |
| -- | -- | --------------- | --------------------------- | ---- | --- | ----------------------- |
| 1  | TM | Kim Byung-Ji    | 8 tháng 4, 1970 (26 tuổi)   | 14   | 0   | Ulsan Hyundai Horangi   |
| 2  | TV | Kim Pan-Keun    | 5 tháng 3, 1966 (30 tuổi)   | 49   | 3   | Anyang LG Cheetahs      |
| 3  | HV | Park Kwang-Hyun | 24 tháng 7, 1967 (29 tuổi)  | 2    | 0   | Cheonan Ilhwa Chunma    |
| 4  | HV | Kang Chul       | 2 tháng 11, 1971 (25 tuổi)  | 32   | 1   | Sangmu FC               |
| 5  | HV | Huh Ki-Tai      | 13 tháng 7, 1967 (29 tuổi)  | 12   | 0   | Bucheon Yukong          |
| 6  | HV | Shin Hong-Gi    | 4 tháng 5, 1968 (28 tuổi)   | 44   | 3   | Ulsan Hyundai Horangi   |
| 7  | TV | Shin Tae-Yong   | 11 tháng 10, 1970 (26 tuổi) | 18   | 2   | Cheonan Ilhwa Chunma    |
| 8  | TĐ | Roh Sang-Rae    | 15 tháng 12, 1970 (25 tuổi) | 15   | 5   | Chunnam Dragons         |
| 9  | TĐ | Kim Do-Hoon     | 21 tháng 7, 1970 (26 tuổi)  | 18   | 8   | Jeonbuk Hyundai Dinos   |
| 11 | TV | Ko Jeong-Woon   | 27 tháng 6, 1966 (30 tuổi)  | 61   | 9   | Cheonan Ilhwa Chunma    |
| 12 | HV | Lee Ki-Hyung    | 28 tháng 9, 1974 (22 tuổi)  | 8    | 4   | Suwon Samsung Bluewings |
| 13 | TV | Park Nam-Yeol   | 4 tháng 5, 1970 (26 tuổi)   | 15   | 1   | Cheonan Ilhwa Chunma    |
| 17 | TV | Ha Seok-Ju      | 20 tháng 2, 1968 (28 tuổi)  | 55   | 17  | Busan Daewoo Royals     |
| 18 | TĐ | Hwang Sun-Hong  | 14 tháng 7, 1968 (28 tuổi)  | 67   | 39  | Pohang Atoms            |
| 19 | TĐ | Seo Jung-Won    | 17 tháng 12, 1970 (25 tuổi) | 52   | 12  | Anyang LG Cheetahs      |
| 20 | HV | Hong Myung-Bo   | 14 tháng 2, 1969 (27 tuổi)  | 73   | 9   | Pohang Atoms            |
| 21 | TM | Kim Bong-Soo    | 4 tháng 12, 1970 (26 tuổi)  | 8    | 0   | Anyang LG Cheetahs      |
| 22 | TV | Lee Young-jin   | 27 tháng 3, 1972 (24 tuổi)  | 5    | 1   | Cheonan Ilhwa Chunma    |
| 23 | HV | Yoo Sang-Chul   | 18 tháng 10, 1971 (25 tuổi) | 21   | 2   | Ulsan Hyundai Horangi   |
| 24 | TV | Kim Joo-Sung    | 17 tháng 1, 1966 (30 tuổi)  | 73   | 13  | Busan Daewoo Royals     |

### Các Tiểu Vương quốc Ả Rập Thống nhất
Huấn luyện viên:  Tomislav Ivic

| Số | VT | Cầu thủ               | Ngày sinh (tuổi)            | Trận | Bàn | Câu lạc bộ    |
| -- | -- | --------------------- | --------------------------- | ---- | --- | ------------- |
| 1  | TM | Juma Rashed           | 12 tháng 12, 1972 (23 tuổi) |      |     | Al Shabab     |
| 2  | HV | Abdel Rahman Hussain  |                             |      |     |               |
| 3  | TV | Munther Abdullah      | 12 tháng 1, 1975 (21 tuổi)  |      |     | Al Wasl FC    |
| 4  | HV | Abdulrahman Al-Haddad | 10 tháng 11, 1966 (30 tuổi) |      |     | Al-Sharjah    |
| 5  | HV | Yousif Saleh          |                             |      |     |               |
| 6  | HV | Ismail Rashid Ismail  | 27 tháng 10, 1972 (24 tuổi) |      |     | Al Wasl FC    |
| 7  | TV | Saad Bakheet Mubarak  | 15 tháng 10, 1970 (26 tuổi) |      |     | Al Shabab     |
| 10 | TĐ | Adnan Al-Talyani      | 4 tháng 3, 1964 (32 tuổi)   |      |     | Al Shaab Club |
| 11 | TĐ | Zuhair Bakhit         | 13 tháng 7, 1967 (29 tuổi)  |      |     | Al Wasl FC    |
| 12 | HV | Hassan Mubarak        | 13 tháng 4, 1968 (28 tuổi)  |      |     |               |
| 13 | TV | Abdul Aziz Mohamed    | 16 tháng 9, 1977 (19 tuổi)  |      |     |               |
| 14 | TĐ | Khamees Saad Mubarak  | 4 tháng 10, 1970 (26 tuổi)  |      |     | Al Shabab     |
| 15 | TV | Mohamed Ali           | 12 tháng 12, 1965 (30 tuổi) |      |     | Al Shabab     |
| 16 | TV | Hassan Ahmed          |                             |      |     | Kalba         |
| 17 | TM | Muhsin Musabah        | 1 tháng 10, 1964 (32 tuổi)  |      |     | Al-Sharjah    |
| 18 | TV | Ahmed Ibrahim Ali     | 5 tháng 11, 1974 (22 tuổi)  |      |     | Al-Sharjah    |
| 19 | TĐ | Gholam Ali            | 3 tháng 9, 1974 (22 tuổi)   |      |     | Al Wasl FC    |
| 20 | TĐ | Sultan Al Kabbani     |                             |      |     |               |
| 21 | TV | Mohamed Ahmed         | 11 tháng 11, 1976 (20 tuổi) |      |     |               |
| 23 | TĐ | Adel Ahmed            | 5 tháng 11, 1974 (22 tuổi)  |      |     | Al Kuwait     |

## Bảng B

### Iran
Huấn luyện viên:  Mohammad Mayeli Kohan

| Số | VT | Cầu thủ                  | Ngày sinh (tuổi)            | Trận | Bàn | Câu lạc bộ             |
| -- | -- | ------------------------ | --------------------------- | ---- | --- | ---------------------- |
| 1  | TM | Ahmad Reza Abedzadeh (c) | 25 tháng 5, 1966 (30 tuổi)  |      |     | Persepolis F.C.        |
| 2  | HV | Naeem Saadavi            | 16 tháng 6, 1969 (27 tuổi)  |      |     | Persepolis F.C.        |
| 3  | HV | Ali Akbar Ostad-Asadi    | 17 tháng 9, 1965 (31 tuổi)  |      |     | F.C. Zob Ahan          |
| 4  | TV | Karim Bagheri            | 24 tháng 2, 1974 (22 tuổi)  |      |     | Persepolis F.C.        |
| 5  | HV | Afshin Peyrovani         | 6 tháng 2, 1970 (26 tuổi)   |      |     | Al-Sadd Sports Club    |
| 6  | TV | Sirous Dinmohammadi      | 2 tháng 7, 1970 (26 tuổi)   |      |     | Shahrdari Tabriz F.C.  |
| 7  | TV | Ali Reza Mansourian      | 12 tháng 12, 1971 (24 tuổi) |      |     | Esteghlal F.C.         |
| 8  | TV | Mojtaba Moharrami        | 16 tháng 4, 1965 (31 tuổi)  |      |     | Persepolis F.C.        |
| 9  | TV | Hamid Reza Estili        | 4 tháng 1, 1967 (29 tuổi)   |      |     | Bahman F.C.            |
| 10 | TĐ | Ali Daei                 | 21 tháng 3, 1969 (27 tuổi)  |      |     | Al-Sadd Sports Club    |
| 11 | TĐ | Khodadad Azizi           | 22 tháng 6, 1971 (25 tuổi)  |      |     | Bahman F.C.            |
| 12 | TĐ | Mehdi Mahdavikia         | 24 tháng 7, 1977 (19 tuổi)  |      |     | Persepolis F.C.        |
| 14 | HV | Mohammad Khakpour        | 20 tháng 2, 1969 (27 tuổi)  |      |     | Geylang United FC      |
| 18 | HV | Farshad Falahatzadeh     | 21 tháng 3, 1967 (29 tuổi)  |      |     | Bahman F.C.            |
| 19 | TV | Ali Akbar Yousefi        | 12 tháng 9, 1969 (27 tuổi)  |      |     | Bahman F.C.            |
| 20 | TV | Dariush Yazdani          | 6 tháng 6, 1977 (19 tuổi)   |      |     | Bargh Shiraz           |
| 21 | TĐ | Ali Mousavi              | 22 tháng 4, 1974 (22 tuổi)  |      |     | Pas F.C.               |
| 22 | TM | Nima Nakisa              | 1 tháng 5, 1975 (21 tuổi)   |      |     | Payam Mashhad          |
| 24 | TĐ | Alimirza Ostovari        | 1 tháng 6, 1973 (23 tuổi)   |      |     | Polyacryl Esfahan F.C. |
| 25 | TV | Mehrdad Minavand         | 30 tháng 11, 1975 (21 tuổi) |      |     | Persepolis F.C.        |

### Iraq
Huấn luyện viên:  Yahya Alwan

| Số | VT | Cầu thủ                | Ngày sinh (tuổi)            | Trận | Bàn | Câu lạc bộ        |
| -- | -- | ---------------------- | --------------------------- | ---- | --- | ----------------- |
| 1  | TM | Emad Hashim            | 10 tháng 2, 1969 (27 tuổi)  |      |     | Al Shurta         |
| 2  | HV | Samir Kadhim           | 11 tháng 12, 1969 (26 tuổi) |      |     | Al Wakrah         |
| 3  | HV | Walid Khalid           |                             |      |     | Al-Quwa Al-Jawiya |
| 4  | HV | Jabar Hashim           | 1 tháng 1, 1970 (26 tuổi)   |      |     | Al-Quwa Al-Jawiya |
| 5  | HV | Radhi Shenaishil       | 11 tháng 8, 1969 (27 tuổi)  |      |     | Al-Ittihad        |
| 6  | TV | Essam Hamad            |                             |      |     | Al-Tawun          |
| 7  | TV | Khalid Mohammed Sabbar | 23 tháng 2, 1973 (23 tuổi)  |      |     | Al-Zawraa         |
| 8  | TV | Mohammed Jassim        |                             |      |     | Al-Zawraa         |
| 9  | TĐ | Ali Wahaib             | 24 tháng 12, 1975 (20 tuổi) |      |     | Al-Tawun          |
| 10 | TĐ | Qahtan Chathir         | 20 tháng 7, 1973 (23 tuổi)  |      |     | Talaba            |
| 11 | TĐ | Sahib Abbas            |                             |      |     | Al-Zawraa         |
| 12 | HV | Haidar Mahmoud         | 19 tháng 9, 1973 (23 tuổi)  |      |     | Al-Zawraa         |
| 14 | TV | Adil Naama             |                             |      |     | Talaba            |
| 15 | TĐ | Hussam Fawzi           | 1 tháng 1, 1974 (22 tuổi)   |      |     | Al-Zawraa         |
| 16 | HV | Haidar Abdul-Jabar     | 25 tháng 8, 1976 (20 tuổi)  |      |     | Al-Zawraa         |
| 17 | TĐ | Laith Hussein          | 13 tháng 10, 1968 (28 tuổi) |      |     | Al-Wakrah         |
| 18 | TV | Hassan Abbas           |                             |      |     | Al-Shurta         |
| 19 | TV | Ahmed Daham            | 12 tháng 10, 1973 (23 tuổi) |      |     | Al-Quwa Al-Jawiya |
| 21 | TM | Ahmed Ali              |                             |      |     | Al-Zawraa         |
| 22 | TM | Jalil Zaidan           |                             |      |     | Al-Quwa Al-Jawiya |

### Ả Rập Xê Út
Huấn luyện viên:  Nelo Vingada
| Số | Vt | Cầu thủ              | Ngày sinh (tuổi)            | Số trận | Câu lạc bộ  |
| -- | -- | -------------------- | --------------------------- | ------- | ----------- |
| 1  | TM | Mohammed Al Deayea   | 2 tháng 8, 1972 (24 tuổi)   |         | Al-Ta'ee    |
| 2  | HV | Mohammed Al-Jahani   | 28 tháng 9, 1974 (22 tuổi)  |         | Al-Ahly     |
| 3  | HV | Mohammed Al-Khilaiwi | 1 tháng 9, 1971 (25 tuổi)   |         | Al-Ittihad  |
| 4  | HV | Abdullah Zubromawi   | 15 tháng 11, 1973 (23 tuổi) |         | Al-Ahly     |
| 5  | HV | Ahmad Jamil Madani   | 6 tháng 1, 1970 (26 tuổi)   |         | Al-Ittihad  |
| 6  | TV | Fuad Amin            | 13 tháng 10, 1970 (26 tuổi) |         | Al-Shabab   |
| 8  | TV | Khalid Al Temawi     | 19 tháng 4, 1969 (27 tuổi)  |         | Al-Hilal    |
| 9  | TĐ | Sami Al-Jaber        | 11 tháng 12, 1972 (23 tuổi) |         | Al-Hilal    |
| 10 | TĐ | Fahad Al-Mehallel    | 11 tháng 11, 1970 (26 tuổi) |         | Al-Shabab   |
| 12 | TV | Ibrahim Al-Harbi     | 10 tháng 7, 1975 (21 tuổi)  |         | Al-Nasr     |
| 13 | HV | Hussain Sulimani     | 21 tháng 1, 1977 (19 tuổi)  |         | Al-Ahly     |
| 14 | TV | Khalid Al-Muwallid   | 23 tháng 11, 1971 (25 tuổi) |         | Al-Ahly     |
| 15 | TĐ | Youssif Al Thunaian  | 18 tháng 11, 1963 (33 tuổi) |         | Al-Hilal    |
| 16 | TV | Khamis Al-Owairan    | 8 tháng 9, 1973 (23 tuổi)   |         | Al-Hilal    |
| 17 | TV | Abdullah Al-Garni    | 19 tháng 9, 1978 (18 tuổi)  |         | Al-Nasr     |
| 19 | HV | Khalid Al Rashaid    | 3 tháng 8, 1974 (22 tuổi)   |         | Al-Hilal    |
| 20 | TV | Hamzah Falatah       | 8 tháng 10, 1972 (24 tuổi)  |         | Al Ahly     |
| 21 | TM | Hussein Al-Sadiq     | 15 tháng 10, 1973 (23 tuổi) |         | Al-Qadisiya |
| 24 | TV | Khamis Al-Zahrani    | 3 tháng 8, 1976 (20 tuổi)   |         | Al-Ittihad  |
| 25 | TV | Abdullah Al Dossari  | 10 tháng 11, 1977 (19 tuổi) |         | Al-Hilal    |

### Thái Lan
Huấn luyện viên:  Arjhan Srongngamsub

| Số | VT | Cầu thủ                    | Ngày sinh (tuổi)            | Trận | Bàn | Câu lạc bộ            |
| -- | -- | -------------------------- | --------------------------- | ---- | --- | --------------------- |
| 1  | TM | Wacharapong Somcit         | 21 tháng 8, 1975 (21 tuổi)  |      |     | Bangkok Bank F.C.     |
| 2  | HV | Kritsada Piandit           | 17 tháng 8, 1971 (25 tuổi)  |      |     | TOT S.C.              |
| 4  | HV | Pattanapong Sripramote     | 3 tháng 2, 1974 (22 tuổi)   |      |     | Raj Pracha FC         |
| 5  | HV | Jakarat Tonhongsa          | 29 tháng 9, 1973 (23 tuổi)  |      |     | Osotspa Saraburi F.C. |
| 6  | HV | Sanor Longsawang           | 2 tháng 12, 1971 (25 tuổi)  |      |     | Thai Farmers Bank     |
| 7  | HV | Natee Thongsookkaew        | 9 tháng 12, 1966 (29 tuổi)  |      |     | Royal Thai Police     |
| 8  | TV | Apichad Thaveechalermdit   | 10 tháng 1, 1965 (31 tuổi)  |      |     | Bangkok Bank F.C.     |
| 9  | TĐ | Netipong Srithong-In       | 8 tháng 9, 1972 (24 tuổi)   |      |     | Thai Farmers Bank     |
| 11 | TĐ | Yutthana Polsak            | 21 tháng 3, 1970 (26 tuổi)  |      |     | Raj Pracha            |
| 12 | TV | Surachai Jaturapattanapong | 20 tháng 11, 1969 (27 tuổi) |      |     | Thai Farmers Bank     |
| 13 | TĐ | Kiatisuk Senamuang         | 11 tháng 8, 1973 (23 tuổi)  |      |     | Raj Pracha FC         |
| 14 | TĐ | Worrawoot Srimaka          | 8 tháng 12, 1971 (24 tuổi)  |      |     | BEC Tero Sasana       |
| 15 | TV | Sunei Jaidee               |                             |      |     |                       |
| 17 | HV | Dusit Chalermsan           | 22 tháng 4, 1970 (26 tuổi)  |      |     | BEC Tero Sasana       |
| 18 | TM | Nipon Malanont             | 10 tháng 11, 1966 (30 tuổi) |      |     | Thai Farmers Bank     |
| 19 | HV | Surachai Jirasirichote     | 13 tháng 10, 1970 (26 tuổi) |      |     | Sinthana              |
| 20 | TV | Phithaya Santawong         |                             |      |     |                       |
| 21 | TV | Satit Ubolkhoa             | 24 tháng 3, 1976 (20 tuổi)  |      |     |                       |
| 22 | TV | Sing Totavee               | 27 tháng 8, 1969 (27 tuổi)  |      |     | Thai Farmers Bank     |
| 25 | TV | Sujja Sirikeat             |                             |      |     | Thai Farmers Bank     |

## Bảng C

### Trung Quốc
Huấn luyện viên:  Qi Wusheng

| Số | VT | Cầu thủ      | Ngày sinh (tuổi)            | Trận | Bàn | Câu lạc bộ         |
| -- | -- | ------------ | --------------------------- | ---- | --- | ------------------ |
| 3  | HV | Qun Wei      | 10 tháng 2, 1971 (25 tuổi)  | 6    | 1   | Sichuan Quanxing   |
| 4  | HV | Zhang Enhua  | 28 tháng 4, 1973 (23 tuổi)  | 5    | 0   | Dalian Wanda       |
| 5  | HV | Xu Hong      | 14 tháng 5, 1968 (28 tuổi)  | 29   | 3   | Dalian Wanda       |
| 6  | HV | Fan Zhiyi    | 6 tháng 11, 1969 (27 tuổi)  | 34   | 1   | Shanghai Shenhua   |
| 7  | TĐ | Hao Haidong  | 9 tháng 5, 1970 (26 tuổi)   | 32   | 10  | Dalian Wanda       |
| 8  | TV | Ma Mingyu    | 4 tháng 2, 1970 (26 tuổi)   | 9    | 2   | Sichuan Quanxing   |
| 9  | TV | Cao Xiandong | 19 tháng 8, 1968 (28 tuổi)  | 10   | 2   | Beijing Guo'an     |
| 10 | TĐ | Li Bing      | 16 tháng 3, 1969 (27 tuổi)  | 35   | 12  | Sichuan Quanxing   |
| 11 | TĐ | Peng Weiguo  | 3 tháng 10, 1971 (25 tuổi)  | 31   | 8   | Guangzhou Apollo   |
| 12 | TĐ | Su Maozhen   | 23 tháng 10, 1971 (25 tuổi) | 10   | 3   | Shandong Luneng    |
| 13 | HV | Sun Jihai    | 30 tháng 9, 1977 (19 tuổi)  | 1    | 0   | Dalian Wanda       |
| 14 | TV | Jiang Feng   | 27 tháng 2, 1970 (26 tuổi)  | 11   | 0   | Liaoning F.C.      |
| 15 | TV | Han Jinming  | 28 tháng 2, 1969 (27 tuổi)  | 3    | 0   | Tianjin Samsung    |
| 16 | TV | Li Ming      | 26 tháng 1, 1971 (25 tuổi)  | 25   | 0   | Dalian Wanda       |
| 17 | TĐ | Gao Feng     | 22 tháng 4, 1971 (25 tuổi)  | 17   | 4   | Beijing Guo'an     |
| 19 | HV | Wu Chengying | 21 tháng 4, 1975 (21 tuổi)  | 0    | 0   | Shanghai Shenhua   |
| 20 | TM | Ou Chuliang  | 26 tháng 8, 1968 (28 tuổi)  | 31   | 0   | Guangdong Hongyuan |
| 21 | HV | Liu Yue      | 12 tháng 7, 1975 (21 tuổi)  | 7    | 0   | Shandong Luneng    |
| 22 | TM | Han Wenhai   | 28 tháng 1, 1971 (25 tuổi)  | 0    | 0   | Dalian Wanda       |
| 23 | TĐ | Xie Hui      | 14 tháng 2, 1975 (21 tuổi)  | 0    | 0   | Shanghai Shenhua   |

### Nhật Bản
Huấn luyện viên:  Kamo Shu

| Số | VT | Cầu thủ              | Ngày sinh (tuổi)            | Trận | Bàn | Câu lạc bộ          |
| -- | -- | -------------------- | --------------------------- | ---- | --- | ------------------- |
| 1  | TM | Kojima Nobuyuki      | 17 tháng 1, 1966 (30 tuổi)  |      | 0   | Bellmare Hiratsuka  |
| 2  | HV | Yanagimoto Hiroshige | 15 tháng 10, 1972 (24 tuổi) |      | 0   | Sanfrecce Hiroshima |
| 3  | HV | Soma Naoki           | 19 tháng 7, 1971 (25 tuổi)  |      |     | Kashima Antlers     |
| 4  | HV | Ihara Masami         | 18 tháng 9, 1967 (29 tuổi)  |      | 4   | Yokohama Marinos    |
| 5  | HV | Omura Norio          | 6 tháng 9, 1969 (27 tuổi)   |      |     | Yokohama Marinos    |
| 6  | TV | Yamaguchi Motohiro   | 29 tháng 1, 1969 (27 tuổi)  |      |     | Yokohama Flugels    |
| 7  | TV | Honda Yasuto         | 25 tháng 6, 1969 (27 tuổi)  |      | 0   | Kashima Antlers     |
| 8  | TV | Maezono Masakiyo     | 29 tháng 10, 1973 (23 tuổi) |      |     | Yokohama Flugels    |
| 9  | TĐ | Takagi Takuya        | 12 tháng 11, 1967 (29 tuổi) |      |     | Sanfrecce Hiroshima |
| 10 | TV | Nanami Hiroshi       | 28 tháng 11, 1972 (24 tuổi) |      |     | Jubilo Iwata        |
| 11 | TĐ | Miura Kazuyoshi      | 26 tháng 2, 1967 (29 tuổi)  |      |     | Verdy Kawasaki      |
| 12 | HV | Michiki Ryuji        | 25 tháng 8, 1973 (23 tuổi)  |      | 0   | Sanfrecce Hiroshima |
| 13 | TV | Hattori Toshihiro    | 23 tháng 9, 1973 (23 tuổi)  |      | 0   | Jubilo Iwata        |
| 14 | TV | Okano Masayuki       | 25 tháng 7, 1972 (24 tuổi)  |      |     | Urawa Reds          |
| 15 | TV | Morishima Hiroaki    | 30 tháng 4, 1972 (24 tuổi)  |      |     | Cerezo Osaka        |
| 16 | HV | Saito Toshihide      | 20 tháng 4, 1973 (23 tuổi)  |      | 0   | Shimizu S-Pulse     |
| 17 | HV | Akita Yutaka         | 6 tháng 8, 1970 (26 tuổi)   |      |     | Kashima Antlers     |
| 18 | TĐ | Jo Shoji             | 17 tháng 6, 1975 (21 tuổi)  |      | 0   | JEF United Ichihara |
| 19 | TM | Shimokawa Kenichi    | 14 tháng 5, 1970 (26 tuổi)  |      | 0   | JEF United Ichihara |
| 20 | TM | Narazaki Seigo       | 15 tháng 4, 1976 (20 tuổi)  | 0    | 0   | Yokohama Flugels    |

### Syria
Huấn luyện viên:  Yuriy Kurnenin

| Số | VT | Cầu thủ            | Ngày sinh (tuổi)            | Trận | Bàn | Câu lạc bộ     |
| -- | -- | ------------------ | --------------------------- | ---- | --- | -------------- |
| 1  | TM | Maher Berakdar     | 26 tháng 3, 1968 (28 tuổi)  |      |     | Al-Karamah SC  |
| 2  | HV | Yasser Sibai       | 6 tháng 2, 1972 (24 tuổi)   |      |     | Al-Safa' SC    |
| 3  | HV | Bashar Srour       | 25 tháng 5, 1973 (23 tuổi)  |      |     | Tishreen SC    |
| 4  | TV | Hassan Abbas       | 24 tháng 1, 1974 (22 tuổi)  |      |     | Al-Karamah SC  |
| 5  | HV | Tarek Jabban       | 11 tháng 12, 1975 (20 tuổi) |      |     | Al-Jaish SC    |
| 6  | HV | Ammar Awad         | 10 tháng 10, 1972 (24 tuổi) |      |     | Hutteen SC     |
| 7  | TV | Abdel Kader Rifai  | 18 tháng 4, 1973 (23 tuổi)  |      |     | Al-Karamah SC  |
| 8  | TV | Nihad Al Boushi    | 28 tháng 9, 1975 (21 tuổi)  |      |     | Krylia Sovetov |
| 9  | TV | Loay Taleb         | 9 tháng 8, 1975 (21 tuổi)   |      |     | Al-Wahda SC    |
| 10 | TV | Mohammad Afash     | 31 tháng 10, 1971 (25 tuổi) |      |     | Ionikos FC     |
| 12 | TV | Ali Cheikh Dib     | 7 tháng 5, 1972 (24 tuổi)   |      |     | Al Hurriya SC  |
| 13 | TV | Abdul Latif Helou  | 8 tháng 9, 1971 (25 tuổi)   |      |     | Al Hurriya SC  |
| 14 | TV | Khaled Zaher       | 2 tháng 9, 1972 (24 tuổi)   |      |     | Al Hurriya SC  |
| 15 | TĐ | Hatem Ghaeb        | 25 tháng 9, 1971 (25 tuổi)  |      |     |                |
| 16 | TĐ | Nader Jokhadar     | 19 tháng 10, 1977 (19 tuổi) |      |     | Al-Wathba SC   |
| 17 | TV | Ammar Rihawi       | 20 tháng 6, 1975 (21 tuổi)  |      |     | Al-Ittihad SC  |
| 18 | TĐ | Ammar Shamali      |                             |      |     | Jableh SC      |
| 23 | TV | Ahmed Kurdughli    | 25 tháng 9, 1975 (21 tuổi)  |      |     | Tishreen SC    |
| 24 | TM | Salem Bitar        | 7 tháng 8, 1973 (23 tuổi)   |      |     | El-Maaden      |
| 25 | TM | Abdul Fattah Kader | 2 tháng 8, 1975 (21 tuổi)   |      |     |                |

### Uzbekistan
Huấn luyện viên:  Bokhodyr Ibragimov

| Số | VT | Cầu thủ             | Ngày sinh (tuổi)            | Trận | Bàn | Câu lạc bộ          |
| -- | -- | ------------------- | --------------------------- | ---- | --- | ------------------- |
| 1  | TM | Pavel Bugalo        | 21 tháng 8, 1974 (22 tuổi)  |      |     | Pakhtakor Tashkent  |
| 2  | HV | Fevzi Davletov      | 20 tháng 9, 1972 (24 tuổi)  |      |     | MHSK Tashkent       |
| 3  | HV | Ulugbek Ruzimov     | 15 tháng 8, 1968 (28 tuổi)  |      |     | Pakhtakor Tashkent  |
| 4  | HV | Farkhad Magametov   | 11 tháng 1, 1962 (34 tuổi)  |      |     | Navbahor Namangan   |
| 5  | HV | Eduard Momotov      | 22 tháng 1, 1970 (26 tuổi)  |      |     | Navbahor Namangan   |
| 6  | HV | Ilkhom Sharipov     | 24 tháng 2, 1968 (28 tuổi)  |      |     | Navbahor Namangan   |
| 7  | TV | Stepan Atayan       | 13 tháng 7, 1966 (30 tuổi)  |      |     | Proodeftiki         |
| 8  | TV | Sergey Lebedev      | 31 tháng 1, 1969 (27 tuổi)  |      |     | FK Neftchy Farg'ona |
| 9  | TĐ | Ravshan Bozorov     | 10 tháng 5, 1968 (28 tuổi)  |      |     | FK Neftchy Farg'ona |
| 10 | TĐ | Igor Shkvyrin       | 29 tháng 4, 1963 (33 tuổi)  |      |     | Hapoel Tel-Aviv     |
| 11 | TĐ | Oleg Shatskikh      | 15 tháng 10, 1974 (22 tuổi) |      |     | Navbahor Namangan   |
| 13 | TĐ | Zafardyon Musabayev | 15 tháng 10, 1975 (21 tuổi) |      |     | Navbahor Namangan   |
| 14 | HV | Nikolay Shirshov    | 22 tháng 6, 1974 (22 tuổi)  |      |     | Pakhtakor Tashkent  |
| 15 | HV | Andrei Fyodorov     | 10 tháng 4, 1971 (25 tuổi)  |      |     | FK Neftchy Farg'ona |
| 16 | HV | Hienadz Dzyanisaw   | 20 tháng 8, 1960 (36 tuổi)  |      |     | Navbahor Namangan   |
| 17 | TĐ | Numon Khasanov      | 10 tháng 2, 1971 (25 tuổi)  |      |     | MHSK Tashkent       |
| 19 | TĐ | Azamat Abduraimov   | 27 tháng 4, 1966 (30 tuổi)  |      |     | Pakhtakor Tashkent  |
| 20 | TV | Dilmurod Nazarov    | 12 tháng 4, 1976 (20 tuổi)  |      |     | Pakhtakor Tashkent  |
| 21 | TM | Dmitriy Bashkevich  | 26 tháng 2, 1968 (28 tuổi)  |      |     | Navbahor Namangan   |
| 23 | HV | Aleksey Semyonov    | 7 tháng 7, 1968 (28 tuổi)   |      |     | FK Neftchy Farg'ona |